# 平之町
平之町（ひらのちょう）は、鹿児島県鹿児島市の町。旧薩摩国鹿児島郡鹿児島城下平之馬場町、鹿児島市平之馬場町。郵便番号は892-0848。人口は2,783人、世帯数は1,702世帯（2020年10月1日現在）。平之町の全域で住居表示を実施している。

## 地理
甲突川下流域に位置しており、鹿児島市の中央部に所在している。町域の北から東方にかけて照国町、新照院町、南方に西千石町、西方に鷹師が接している。
町域の南端を東西に鹿児島県道24号鹿児島東市来線（千石馬場通り）が通り、中央部を国道3号が東西に通っており、平田橋交差点で進路を北方に変え以降は甲突川に沿ってほぼ南北に通っている。また、町域内の教育施設は町域の東端に鹿児島三育小学校・幼稚園が所在している。
また、西部に所在する平田公園は薩摩藩の家老であった平田靱負の屋敷跡であり、平田公園の隣には同じく薩摩藩の家老であった調所広郷の屋敷も所在しており、上級武士の居住区であった。
町域の南西端付近にある平田橋の周辺には日本画家の木村探元の誕生地の碑や、1887年（明治20年）に鹿児島 - 川内間（現在の国道3号）の道路建設工事を皮切りに着工され、その後県内六つの幹線道路が開通し、それを記念して道路開鑿記念碑が建立された。

### 河川
- 甲突川

### 町名の由来
平之町という町名は町域の北部に傾斜地が広がっており、傾斜地を鹿児島弁で「平」ということに由来している。

## 歴史

### 江戸時代の平之馬場町
江戸時代には薩摩国鹿児島郡鹿児島城下のうちであった。この一帯は鹿児島城下の士屋敷で鹿児島城に近い位置に所在しており、上級武士の屋敷が多く所在していた。現在の平田公園の敷地は宝暦治水事件で指揮をとり、後に宝暦治水の責任をとって自害した平田靱負の屋敷跡であり、鹿児島県の史跡にも指定されている。
また、平田公園内には平田靱負の銅像が1955年（昭和30年）に建立され、現在でも頌徳慰霊祭が行われている。平田靱負の屋敷の隣には調所広郷の屋敷が所在していた。
延宝8年に発生した田尻殿大火では地内にあった田尻殿屋敷から出火し、3,308軒が全焼、54名の死者を出すなど大きな被害を出した。

### 市制施行以後
1888年（明治21年）に公布された市制（明治21年法律第1号）に基づき、1889年（明治22年）2月2日に官報に掲載された「 市制施行地」（内務省告示第1号）によって鹿児島が市制施行地に指定された。3月5日には鹿児島県令第26号によって鹿児島郡のうち50町村が市制による鹿児島市の区域と定められ、4月1日に市制が施行されたのに伴い、鹿児島郡50町村（山下町、平之馬場町、新照院通町、長田町、冷水通町、上竜尾町、下竜尾町、池之上町、鼓川町、稲荷馬場町、清水馬場町、春日小路町、車町、恵美須町、小川町、和泉屋町、浜町、向江町、栄町、柳町、易居町、中町、金生町、東千石馬場町、西千石馬場町、汐見町、泉町、築町、生産町、六日町、新町、松原通町、船津町、呉服町、大黒町、堀江町、住吉町、新屋敷通町、加治屋町、山之口馬場町、樋之口通町、薬師馬場町、鷹師馬場町、西田町、上之園通町、高麗町、下荒田町、荒田村、西田村、塩屋村）の区域より鹿児島市が成立した。それまでの鹿児島城下平之馬場町は鹿児島市の町「平之馬場町」となった。1899年（明治32年）には平之馬場町のうち馬場を削除し「平之町」に改称した。
1962年（昭和37年）に住居表示に関する法律が施行されたのに伴い、鹿児島市は鹿児島市街地域の住居表示に着手した。1965年（昭和40年）には中央地区で住居表示実施に伴い町の再編が行われ、平之町の一部及び山下町の一部より照国町が設置され、同時に平之町の全域で住居表示が実施された。

### 町域の変遷
| 実施後         | 実施年             | 実施前         |
| -------------- | ------------------ | -------------- |
| 照国町（新設） | 1965年（昭和40年） | 平之町（一部） |
| 照国町（新設） | 1965年（昭和40年） | 山下町（一部） |

## 人口

### 資料統計
| 統計年次〔年〕     | 世帯数〔世帯〕 | 総人口〔人〕 | 出典  |
| ------------------ | -------------- | ------------ | ----- |
| 明治10年代         | 634            | -            | [ 3 ] |
| 1908年（明治41年） | 660            | 2,992        | [ 3 ] |
| 1922年（大正11年） | 620            | 3,471        | [ 3 ] |
| 1935年（昭和10年） | 643            | 3,170        | [ 3 ] |

### 国勢調査
以下の表は国勢調査による小地域集計が開始された1995年以降の人口の推移である。
| 年                 | 人口  |
| ------------------ | ----- |
| 1995年（平成7年）  | 1,661 |
| 2000年（平成12年） | 1,795 |
| 2005年（平成17年） | 2,126 |
| 2010年（平成22年） | 2,302 |
| 2015年（平成27年） | 2,364 |
| 2020年（令和2年）  | 2,783 |

## 施設

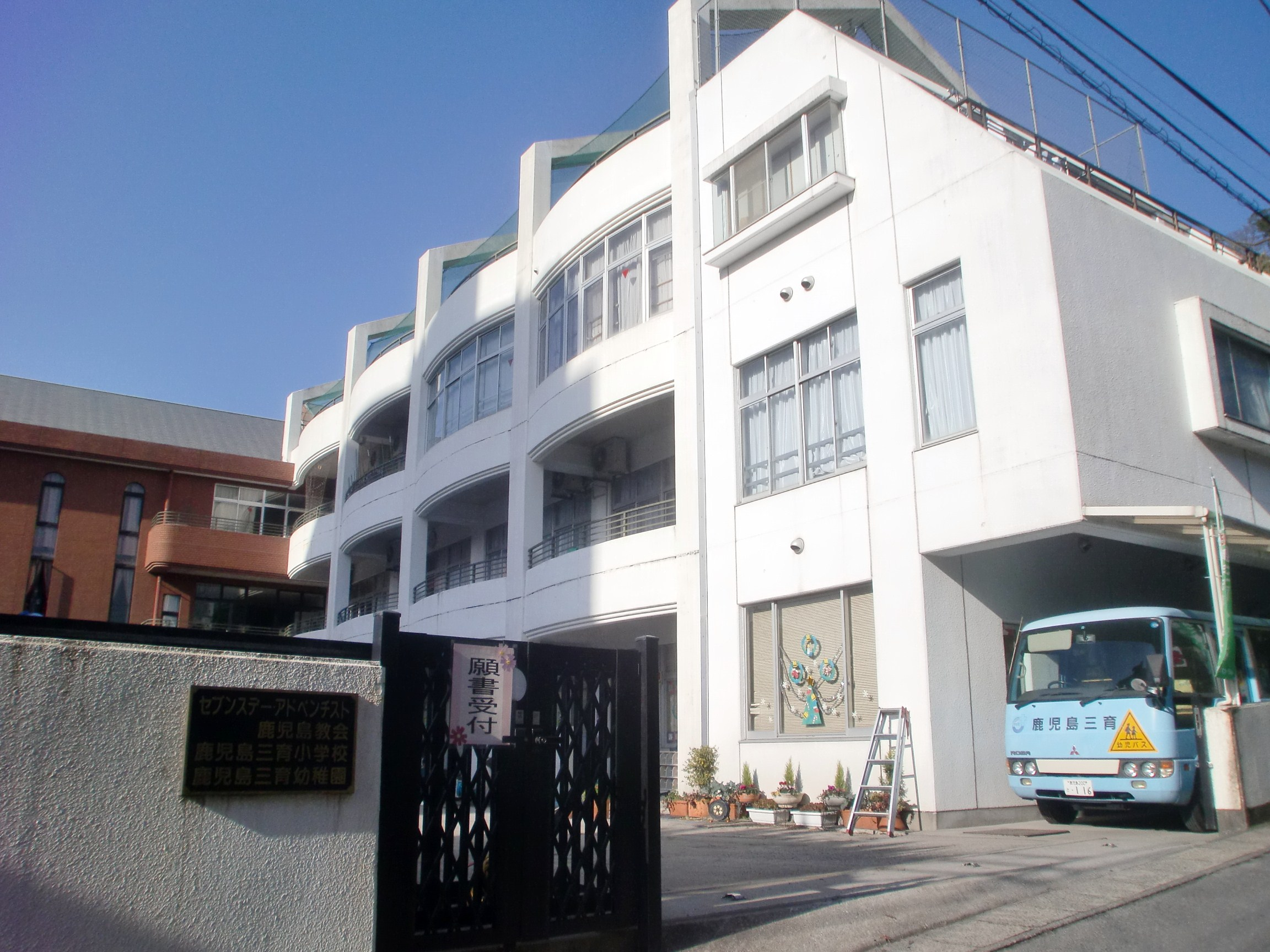
鹿児島三育小学校・幼稚園

### 公共
- 平田公園

### 教育
- 学校法人三育学院鹿児島三育小学校・幼稚園

### 企業
- 健康家族本社

## 平之町に関係する人物

### 出身
- 平田靱負（薩摩藩家老、木曽三川分流工事総奉行）
- 調所広郷（薩摩藩家老）
- 大迫貞清（初代静岡県令、第4代警視総監、官選初代沖縄県令、官選第5代鹿児島県知事）
- 大田弘子（元経済財政政策担当大臣、みずほフィナンシャルグループ取締役会議長）

### 一時居住
- 向田邦子（小説家）
出身は東京府（現在の東京都）。父の仕事の関係で1939年から1941年までを平之町で過ごした。
- 吉松義彦（柔道家）
町内に自身の道場を構え、後進の指導に当たった。

## 小・中学校の学区
市立小・中学校に通う場合、学区（校区）は以下の通りとなる。
| 町丁   | 番・番地 | 小学校               | 中学校               |
| ------ | -------- | -------------------- | -------------------- |
| 平之町 | 全域     | 鹿児島市立山下小学校 | 鹿児島市立甲東中学校 |

## 交通

### 道路
一般国道
- 国道3号

主要地方道
- 鹿児島県道24号鹿児島東市来線

### 鉄道（廃止路線）
鹿児島市電伊敷線
- 千石馬場電停
以前は鹿児島市電伊敷線が町域を南北に通っており、現在の千石馬場交差点付近に所在していたが、伊敷線全線が1985年に廃止されたのに伴い廃止された。